# 瓜德羅普國家公園
16°5′0″N 61°41′0″W / 16.08333°N 61.68333°W

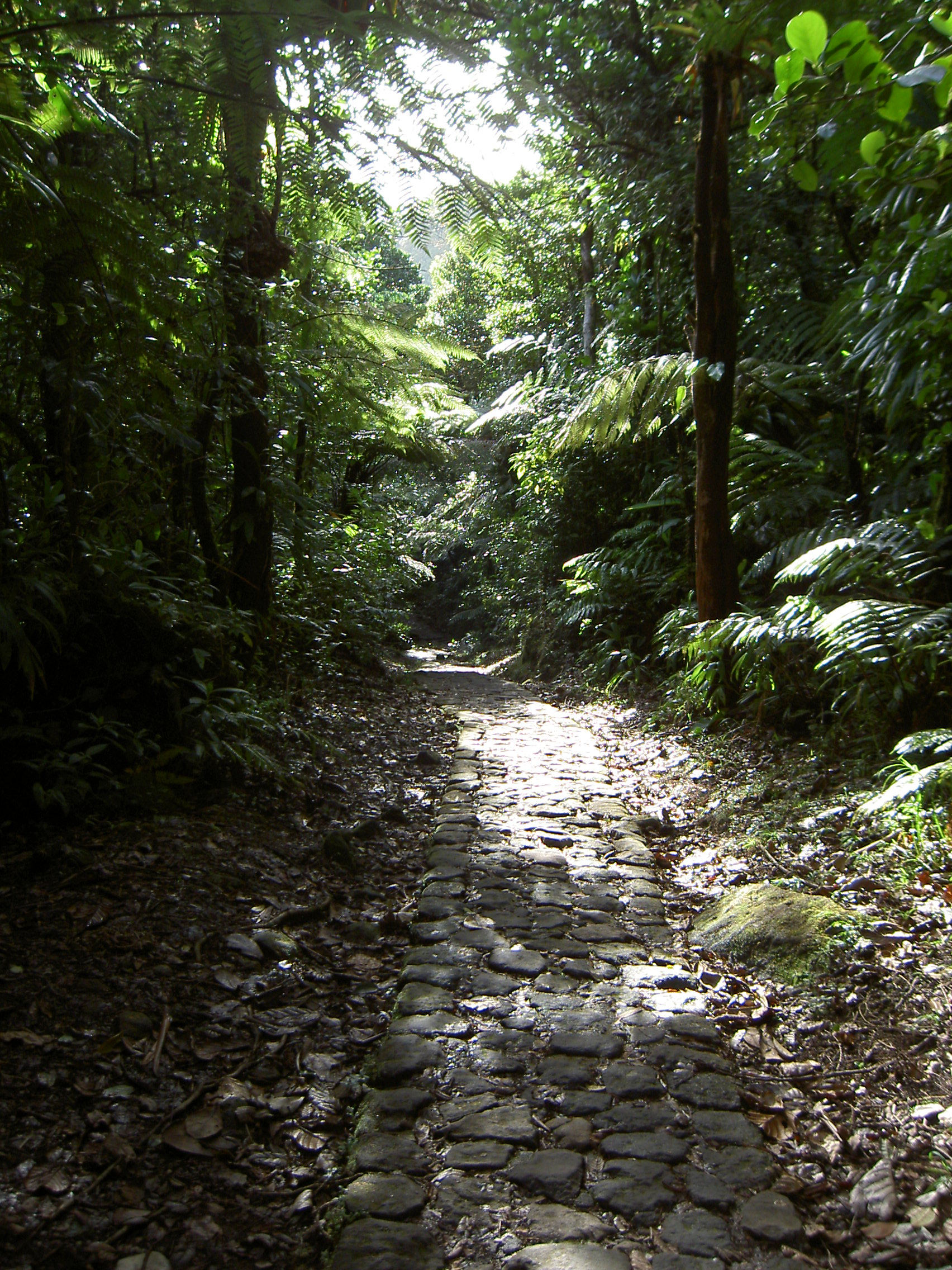

瓜德羅普國家公園是法國的國家公園，位於瓜德羅普，成立於1989年2月20日，面積173平方公里，該地區有33種鳥類和17種哺乳類動物棲息。